# Burn After Rolling
Burn After Rolling je sedmi miksani album repera Wiza Khalife koji je objavljen 2. studenog 2009. godine. Objavio ga je preko diskografskih kuća Rostrum Records i Taylor Gang Records kao besplatni download. Na albumu gostuju izvođači kao što su Chevy Woods, Neako i Young Jerz, a producenti su DJ Ill Will i DJ Rockstar. Wiz Khalifa je objavio jedan spot s albuma za pjesmu "Hello Kitty". Album je s interneta preuzet oko 500.000 puta.

## Popis pjesama
| Br. | Skladba                                        | Trajanje |
| --- | ---------------------------------------------- | -------- |
| 1.  | »B.A.R.«                                       | 4:28     |
| 2.  | »Gettin' Up«                                   | 2:15     |
| 3.  | »Take Yo Bitch« (featuring Young Jerz & Neako) | 4:22     |
| 4.  | »The Thrill«                                   | 3:55     |
| 5.  | »One Way« (featuring Courtney Noelle)          | 2:38     |
| 6.  | »Miles«                                        | 1:52     |
| 7.  | »If I Were a Lame«                             | 4:11     |
| 8.  | »Meet New People«                              | 1:34     |
| 9.  | »Weekend« (featuring Neako)                    | 2:24     |
| 10. | »Young Khalifa«                                | 2:23     |
| 11. | »Knock U Down«                                 | 1:28     |
| 12. | »Hello Kitty« (featuring Chevy Woods)          | 3:09     |
| 13. | »When U Find«                                  | 2:45     |
| 14. | »Mafia Music«                                  | 3:56     |
| 15. | »Say U Will«                                   | 3:25     |
| 16. | »Timeless«                                     | 4:51     |
| 17. | »Airborne«                                     | 3:05     |
| 18. | »Ode To Naked Pop Stars«                       | 4:23     |
| 19. | »All My Life (Freestyle)«                      | 1:32     |
| 20. | »Great To be There (Outro)«                    | 2:31     |

## Nadnevci objavljivanja
| Država                     | Nadnevak          | Format             | Diskografska kuća                   | Izvor |
| -------------------------- | ----------------- | ------------------ | ----------------------------------- | ----- |
| Sjedinjene Američke Države | 2. studenog 2009. | digitalni download | Rostrum Records Taylor Gang Records | [ 4 ] |

## Vanjske poveznice
- Burn After Rolling na Discogsu